# Renato Aragão Produções
A RA - Renato Aragão Produções Artísticas Ltda. é uma empresa fundada por Renato Aragão em 4 de outubro de 1977. A empresa começou numa pequena sala e hoje, em sua sede própria, controla todos os negócios que envolvem o grupo, tais como: filmes, discos, revistas em quadrinhos, entre outros. Tem como atividade maior a própria produção de seus filmes e programas para televisão no Brasil e em Portugal.

## Parceria com a DeMuZa Produções
A DeMuZa Produções foi uma produtora criada por Dedé Santana, Mussum e Zacarias também no final dos anos 70. Apesar disso teve mais ênfase quando o grupo se separou em 1983 por causa de uma crise entre os componentes do grupo e Renato Aragão. A separação dos humoristas durou apenas seis meses e houve o retorno do quarteto no ano seguinte, em fevereiro de 1984. A DeMuZa continuou operante mesmo após a reconciliação dos Trapalhões e realizou outras produções em parceria com a Renato Aragão Produções e seguiu licenciando a imagem do trio para comerciais, shows e produtos com a marca "Trapalhões". 
A Renato Aragão Produções também produziu filmes em conjunto com a DeMuZa como Os Trapalhões e o Mágico de Oróz.